# Valencia letourneuxi
Valencia letourneuxi es una especie de pez de la familia Valenciidae. Se encuentra distribuida en Albania y Grecia. Sus hábitats naturales incluyen ríos, marismas de agua dulce, manantiales de agua dulce y lagunas costeras de agua salada. 
La especie está seriamente amenazada por la destrucción de hábitat, principalmente debido a actividades humanas como la urbanización, el drenaje de humedales y la contaminación de las aguas.